# Jürgen Landwehr (Maler)
Jürgen Landwehr (* um 1580 wohl in Bremen; † 1646 in Bremen) war ein deutscher Maler.

## Biografie
Landwehr wurde um 1617 erstmals erwähnt. Er wurde als Conterfaiter und Maler genannt. 1630 stellte er Karten vom Unterlauf der Weser her. Die große Stadtansicht von Bremen aus dem Jahr 1602 wurde von ihm mit I. L. W. signiert.
Der Sohn und Maler Johann Landwehr (genannt um 1658–1670) hat 1662 das Bild dem Rat geschenkt. Es hing bis 1884 in der oberen Halle des Bremer Rathauses und dann in der Güldenkammer des Rathauses. Heute wird das Bild im Focke-Museum ausgestellt.

## Bremer Weserpanorama

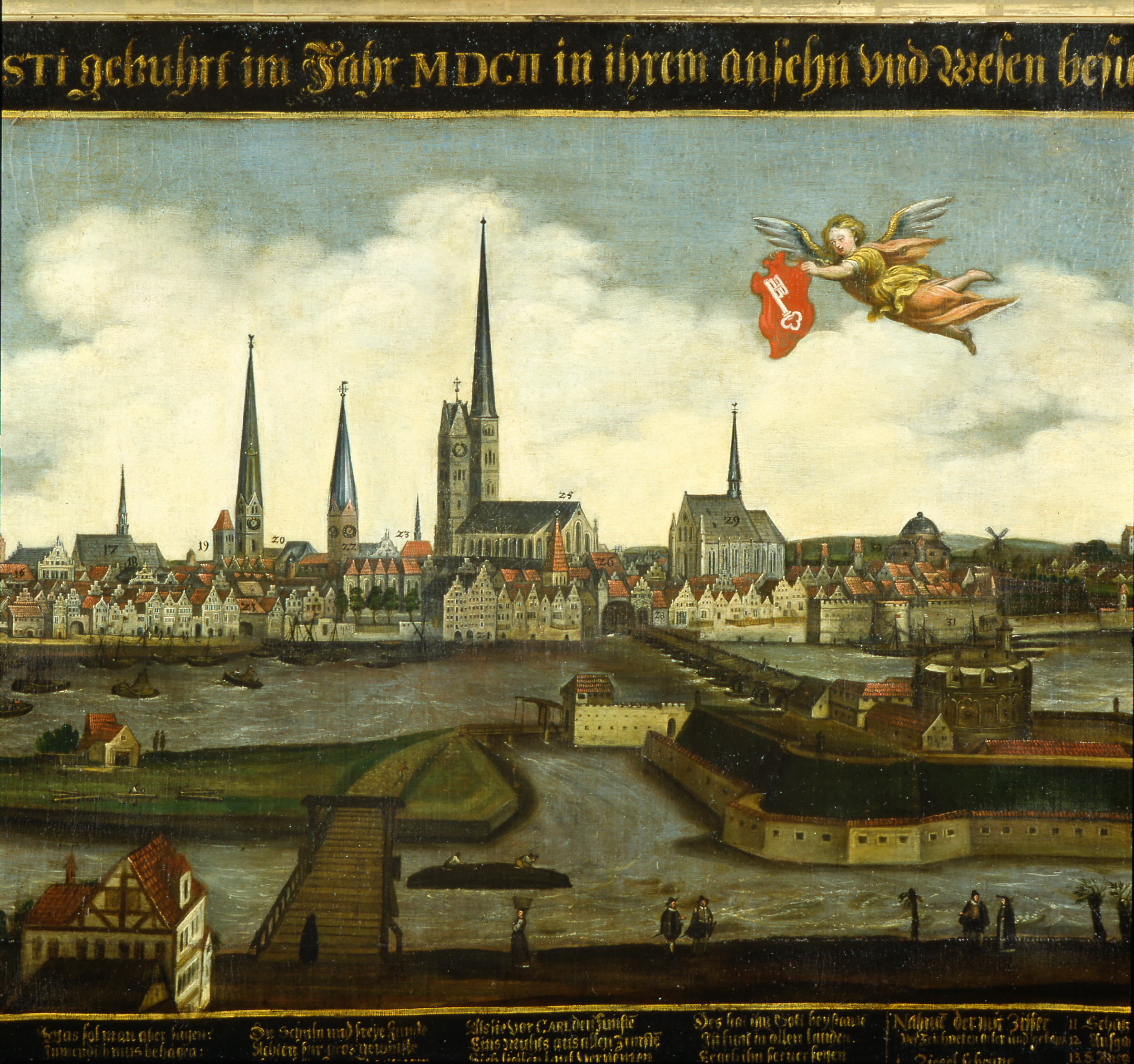
Ausschnitt des mit 1602 datierten Weserpanoramas

Der Historiker Herbert Schwarzwälder hielt es für möglich, dass dieses Bild erst nach 1617 unter Einbeziehung eines Kupferstichs vom Wilhelm Dilich (1571–1655) gemalt wurde. Der auffällig ähnliche Stich wurde von Dillich allerdings schon 1597 erstellt (Jahreszahl als Unterzeile in der Grafik) und 1602 dem Rat der Stadt Bremen vorgestellt. Da Landwehr dieses Gemälde in seiner Wohnung aufbewahrte, konnte er freilich in den Jahren nach 1602 Aktualisierungen vornehmen.
Da von 1602 bis Ende des 18. Jahrhunderts zwar die Domtürme erhebliche Schäden erlitten und die Braut explodierte, aber ansonsten nur wenige Bauten hinzu kamen oder abgingen, ist das Gemälde gut mit dem Murtfeld-Plan von 1796 zu vergleichen. Verschiedene Teile der Altstadt sind aus unterschiedlichen und wegen ihrer leichten Hochlage eh fiktiven Betrachterpositionen dargestellt, zudem Details von Gebäuden teilweise aus anderer Position als ihre Lagebeziehungen:
- Der Dom ist mit Darstellung des Chorgiebels aus Südosten gezeigt, etwa aus Richtung der südlichsten Wallbastion, heute „Altmannshöhe“. Dabei präsentiert(e) Landwehr das auf der Südseite real basilikale Schiff in der Hallenkirchengestalt seiner Nordseite (wie auch Wilhelm Dilich in den Stichen seiner Bremen-Bücher).
- Weserbrücke, Martinikirche und Johanniskirche sind vom Südufer der Kleinen Weser bei der Brautbrücke gesehen. Von hier war der Dom real von Südwesten zu betrachten, also Turmfront und Südfront. Die Liebfrauenkirche hätte von hier zwischen Dom und St. Martini erscheinen müssen, mit Blick senkrecht auf die Südwand.
- Stattdessen ist die Liebfrauenkirche links der Martinikirche platziert, entsprechend einer Betrachterposition am Nordwestende des Teerhofs. Dem entspricht auch die Platzierung der Katharinenkirche (Zeughaus) links der Liebfrauenkirche.
- Aber die Gebäudeteile von Liebfrauen sind aus südlicher Richtung dargestellt, einer Betrachterposition über der Stelle, wo die Stadtmauer flussaufwärts an die Weser stieß.